# Džúngarové
Džúngarové, též Džúngaři, (mongolsky Өөлд Ööld) je západomongolský (ojratský) historický národ, z něhož přežívají kmeny žijící v Číně a Mongolsku.
Celkově se počet Džúngarů odhaduje na 34 tisíc, z toho 25 tisíc žije v Číně (sčítání 1999) a 9 tisíc v Mongolsku.
Náboženstvím jsou Džúngarové buddhisty školy Gelugpa.

## Historie
Džúngary jsou nazývány některé ojratské kmeny, které se sdružily poté, co byly počátkem 17. století vytlačeny východními Mongoly z Karakoramu do dnešního východního Kazachstánu. Jednalo se především o kmeny Čorosů, Dörbetů a Chojtů, které začaly přetvářet svoji dosavadní strukturu. Pod vedením čoroského kmenového náčelníka Chara Chuly se jim podařilo jim zastavit expanzi východních Mongolů a poblíž dnešního Čugčaku si vybudovali hlavní město Kubak-sari. Chara Chula podporoval hospodářství, obchod a diplomacii a zejména drobný průmysl, a to především železářství, aby se mohl vyzbrojit modernějšími zbraněmi. Sjednocení a upevňování centrální moci způsobilo migraci ostatních ojratských kmenů mimo oblast, a to jednak na západ, jednak na jih.
Koncem 17. století Džúngaři vytvořili jednu z posledních nomádských říší. Džúngarský chanát pokrýval oblast zvanou Džúngarsko a od západu k východu se rozprostíral od Velké čínské zdi po dnešní východní Kazachstán. K Džúngarům byly násilně připojeni Turguti a Chošútové, a tak se západomongolské kmeny znovu sjednotily. V r. 1757 byl chanát poražen Čínou a rozpadl se. Džúngarské kmeny se rozpadly a vesměs se navrátily ke svým původním jménům. Po porážce byly některé kmeny vysídleny, některé samy migrovaly do dnešního Mongolska. Odhaduje se, že z obyvatel přežila jen polovina.

## Původ jména
Současné jméno Ööld pochází z čínského eufemismu pro nenáviděné nepřátelské Džúngary, (mongolsky Зүүнгар, kazašsky Жоңғар, rusky Джунгары) a nazývá se tak původní kmen Čorosů. Historické jméno (mongolsky Žüün gar) lze přeložit jako
- levé křídlo a odvozuje se z toho, že tyto kmeny stávaly na levém křídle Čingischánových armád
- východní ruka, což vyjadřuje geografické postavení mezi Ojraty, neboli ty, kdo byli nejblíže k východním Mongolům.